# Livro
Livro è un album in studio del cantautore brasiliano Caetano Veloso, pubblicato nel 1998.

## Tracce
Testi e musiche di Caetano Veloso, eccetto dove indicato.
1. Os Passistas – 3:23
2. Livros – 4:31
3. Onde O Rio E Mais Baiano – 3:22
4. Manhatã (Para Lulu Santos) – 5:17
5. Doideca – 3:40
6. Voce É Minha – 3:44
7. Um Tom – 2:29
8. How Beautiful a Being Could Be (Moreno Veloso) – 3:27
9. O Navio Negreiro (Castro Alves) – 5:17
10. Não Enche – 3:31
11. Minha Voz, Minha Vida – 2:50
12. Alexandre – 5:48
13. Na Baixa Do Sapateiro (Ary Barroso) – 3:46
14. Pra Ninguém – 2:59